# مجموعه ورزشی داژئون هانبات

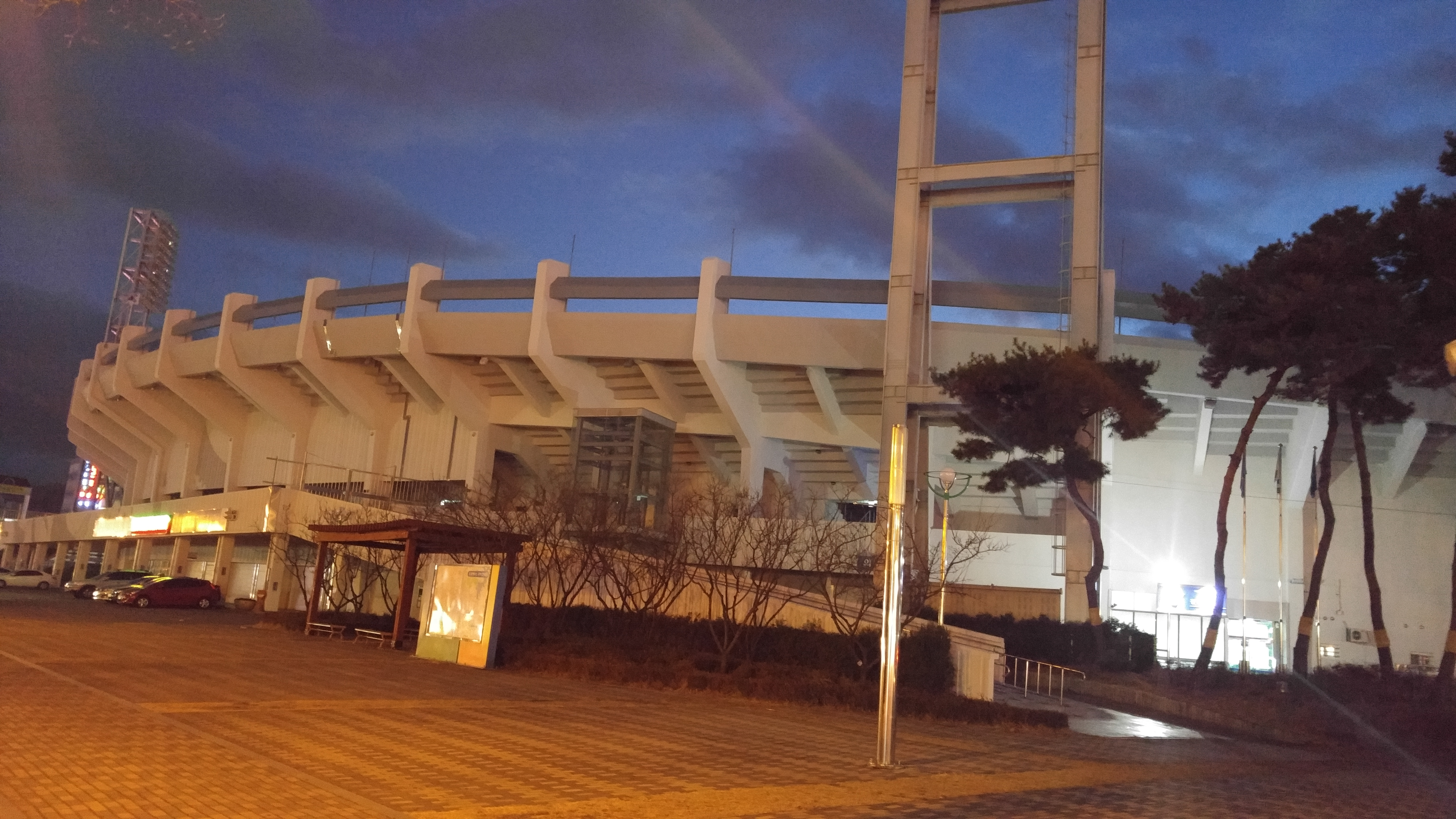
استادیوم اصلی ورزشی هانبات

مجموعه ورزشی داژئون هانبات (به لاتین: Daejeon Hanbat Sports Complex) یک منطقهٔ مسکونی در کره جنوبی است که در دائجون واقع شده‌است.